# Carl H. Brans
Carl Henry Brans (Dallas, 13 de dezembro de 1935) é um físico matemático norte-americano mais conhecido por sua pesquisa sobre os fundamentos teóricos de gravitação elucidados em sua obra mais divulgada, a teoria Brans-Dicke.

## Biografia
Nascido em Dallas, passou sua carreira acadêmica na Luisiana, formando-se em 1957 pela Loyola University New Orleans. Tendo obtido seu doutorado na Universidade de Princeton, Nova Jérsei, em 1961, retornou a Loyola em 1960 e mais tarde tornou-se Professor J.C. Carter de Física Teórica. Desde então, exerceu o cargo de professor visitante na Universidade de Princeton, no Instituto de Estudos Avançados e no Instituto de Física Teórica da Universidade de Colônia, na Alemanha.
É conhecido pelo estudo da gravidade e por seu desenvolvimento, com Robert H. Dicke, da teoria da gravitação Brans-Dicke, em que a constante gravitacional varia com o tempo, um dos principais concorrentes da teoria da relatividade geral de Albert Einstein. O trabalho de Brans e Dicke, na verdade, estava intimamente relacionado ao trabalho anterior de Pascual Jordan, mas foi desenvolvido de forma independente. Essa formulação é frequentemente chamada de teoria da gravidade de Jordan-Brans-Dicke (JBD). Nesta teoria, com base em especulações de Mach, Eddington, Dirac e outros, é introduzido um campo escalar universalmente acoplado, além da métrica, que resulta em uma teoria na qual a constante gravitacional depende da distribuição da matéria no universo. Várias medidas muito precisas feitas no final dos anos 70 indicaram que a teoria JBD não se sai melhor do que o padrão mais simples da relatividade geral de Einstein, no contexto do sistema solar. No entanto, desenvolvimentos na teoria das cordas e na cosmologia inflacionária renovaram o interesse em modificações de campo escalar da relatividade geral padrão, embora não na forma original da JBD.
Nas décadas de 1960 e 1970, desenvolveu uma classificação invariável completa e eficaz da quadridimensional de Ricci em geometrias, um tipo de abordagem pós-Petrov, desenvolvendo programas de computador muito precoces para manipulações simbólicas. Resumiu este trabalho em termos de complexificação de fibra de duas formas no espaço-tempo. Também trabalhou em algumas questões relacionadas ao argumento aparentemente circular nos testes do teorema de Bell, nas quais se supõe, a priori, que variáveis ocultas não influenciem as configurações de detectores, negando a causalidade das variáveis ocultas desde o início.
A partir da década de 1980, considerou certos desenvolvimentos na topologia diferencial relativos à existência de estruturas diferenciais globais exóticas (fora do padrão) e suas possíveis aplicações à física. Este trabalho inclui olhar a exótica esfera 7 de Milnor como um formalismo exótico de Yang-Mills, e principalmente a infinidade da estrutura diferencial exótica no espaço euclidiano de quatro espaços (R4 Exótico) como modelos alternativos para o espaço-tempo na relatividade geral. Muito deste trabalho foi realizado em colaboração com Torsten Asselmeyer-Maluga, de Berlim. Em particular,propuseram que estruturas exóticas de suavidade podem resolver alguns dos problemas da cosmologia, como matéria escura ou energia escura. Juntos, publicaram um livro, Exotic Smoothness and Physics World Scientific Press, 2007.